# Černá u Kraslic
Černá (deutsch Schwarzenbach, auf manchen alten Karten und in Veröffentlichungen auch Schwarzbach) ist ein Ortsteil der Stadt Kraslice in Tschechien.

## Geografie

### Geographische Lage
Černá liegt im Süden des Stadtgebiets von Kraslice einen Kilometer Luftlinie von der Gemeindegrenze zu Absroth entfernt. Früher war dies die Grenze zwischen dem Landkreis Graslitz und dem Landkreis Eger.

### Ortsgliederung

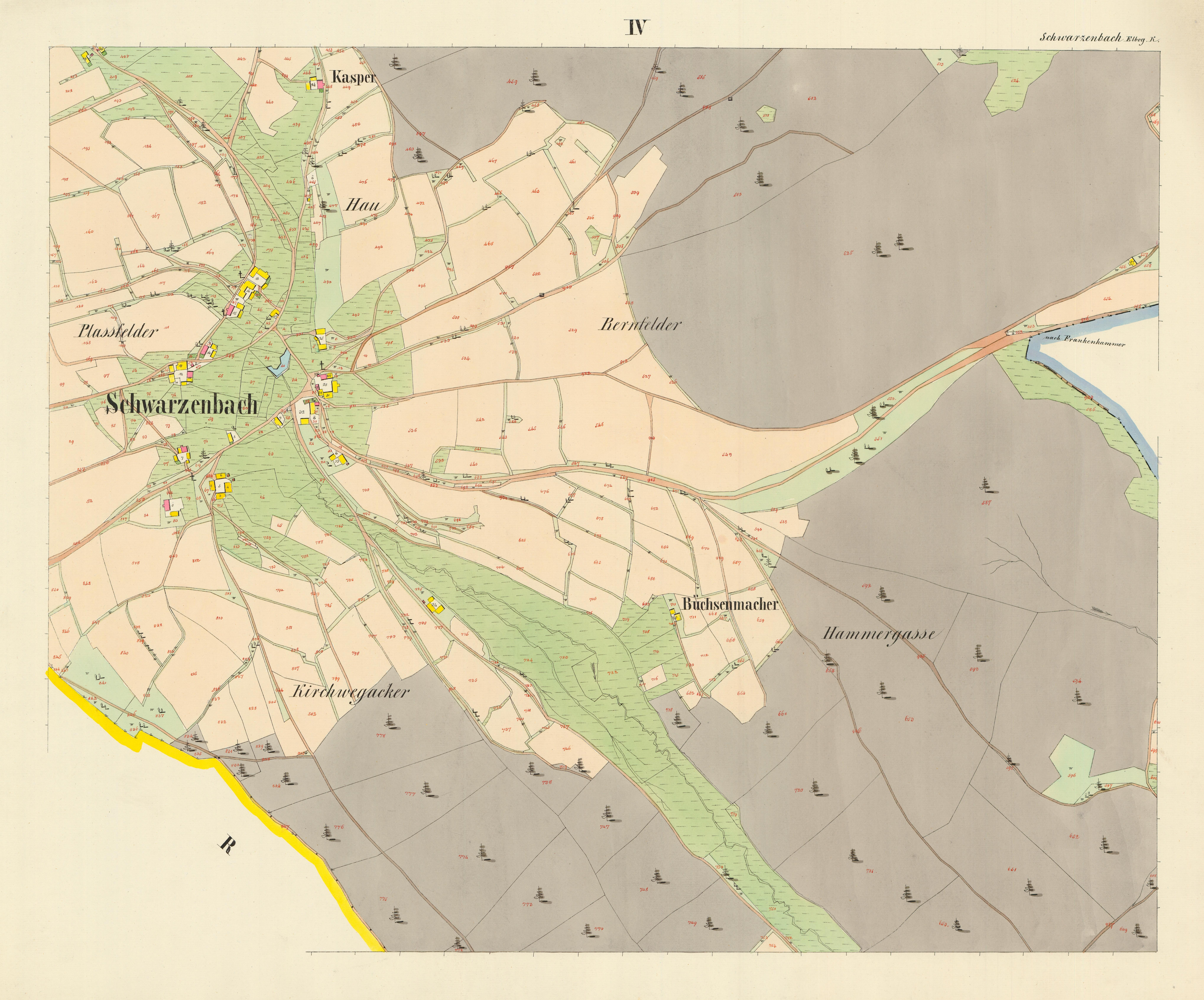
Franziszeischer Kataster
Gemeinde Schwarzenbach, Blatt 3

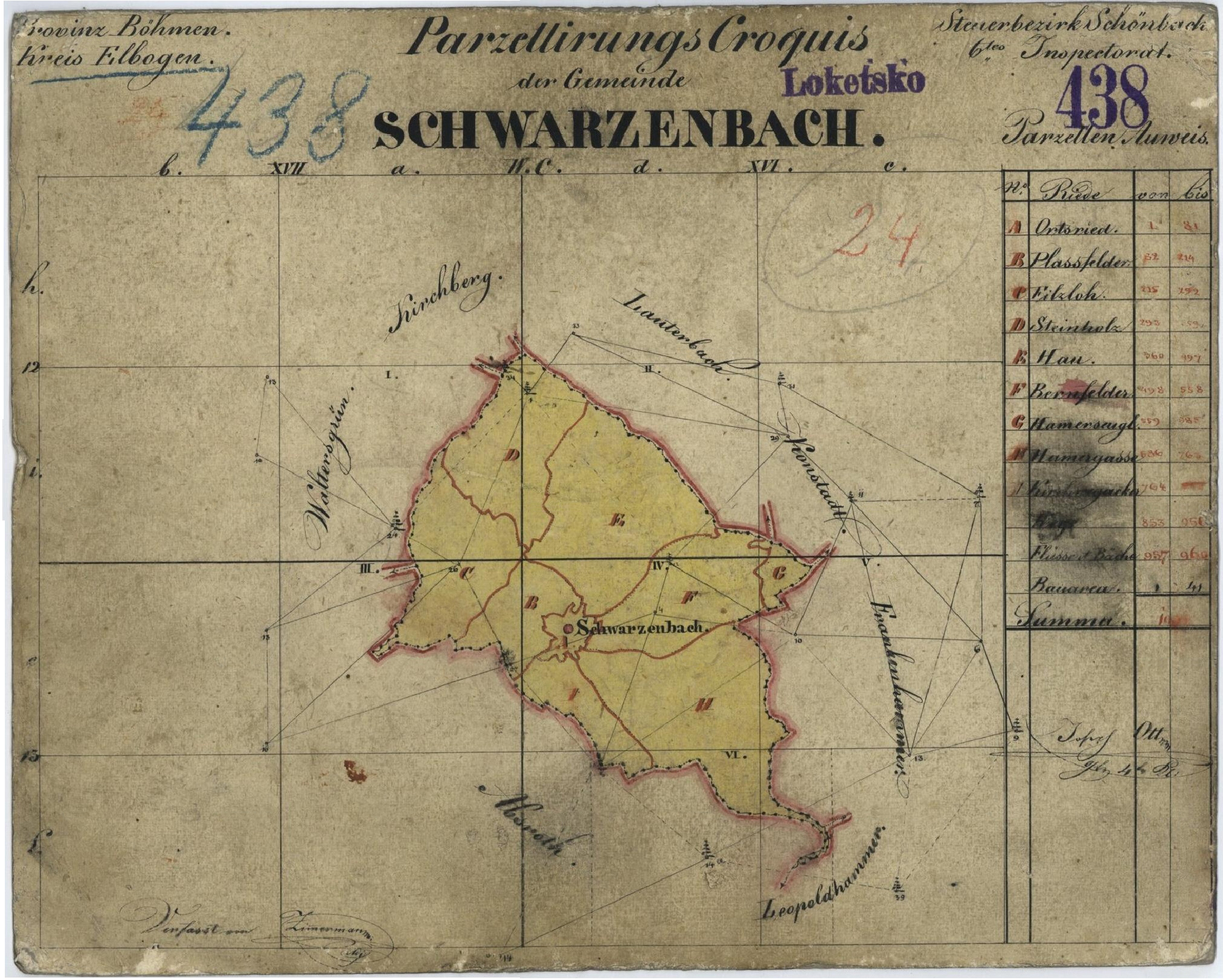
Parzellierungs-Croquis der Gemeinde Schwarzenbach (Franziszeischer Kataster) mit Gliederung in neun Riede

#### Riede
Nach dem Franziszeischen Kataster von 1842 war die alte Gemeinde Schwarzenbach in neun Riede gegliedert, die mit Buchstaben bezeichnet waren, darunter der Ortsried mit dem Dorf Schwarzenbach:
- A Ortsried (das Dorf Schwarzenbach)
- B Passfelder (ein Teil des Ortsteils Neustadt)
- C Filzloh (ein Teil des Ortsteils Neustadt)
- D Steinholz (ein Teil des Ortsteils Neustadt)
- E Hau (Ortsteil Kasper und ein Teil des Ortsteils Neustadt)
- F Bernfelder (Ortsteil Ziegelhütte)
- G Hammerseugl (Ortsteile Sponedl und Otten)
- H Hammergasse (Ortsteile Büchsenmacher und Waffenhammer)
- I Kirchwegacker

Die bebauten Flurstücke sind streng genommen keine Teile der Riede, sondern werden von diesen umgeben und werden ebenso wie Wege und Gewässer in separaten Flächenkategorien erfasst.

#### Ortsteile
Auf der gleichen Karte sind neben dem eigentlichen Dorf Schwarzenbach (das seinerseits in das Obere Dorf und das Untere Dorf gegliedert war) sieben weitere Ortsteile auszumachen, mit Ausnahme der Neustadt (tschechisch Nové Mesto, mit fünf Anwesen und mit dem angesichts der Ortsgröße irreführenden Namensbestandteil -stadt) durchweg Einöden: Neustadt (mit Gehöften in den Rieden
Filzloh,
Steinholz,
Hau
und Paßfelder),
Kasper, Ziegelhütte, Sponedl, Otten, Büchsenmacher und Waffenhammer:
- Schwarzenbach (umgeben vom Ortsried)
  - Unteres Dorf (Hausnummern 1 bis 9 und 5–34)
  - Oberes Dorf (Hausnummern 10 bis 18)
- Neustadt (Hausnummern 19 bis 23)
- Kasper (Hausnummer 24, umgeben vom Ried Hau)
- Ziegelhütte (Hausnummer 39, umgeben vom Ried Bernfelder)
- Sponedl (Hausnummer 40, umgeben vom Ried Hammerseugl)
- Otten (Hausnummer 41, umgeben vom Ried Hammerseugl)
- Büchsenmacher (Hausnummer 35, umgeben vom Ried Hammergasse)
- Waffenhammer (Hausnummer 36, umgeben vom Ried Hammergasse) (Mühle am Leibitscher Bach)[5]

### Nachbargemeinden
Nachbargemeinden von Schwarzenbach waren:
| Kirchberg                 | Kirchberg                                      | Lauterbach    |
| Waltersgrün               | Kompassrose, die auf Nachbargemeinden zeigt    | Konstadt      |
| Abtsroth (Landkreis Eger) | Leopoldhammer (Landkreis Falkenau an der Eger) | Frankenhammer |

## Geschichte
Viele Orte des Schönbacher Ländchens sind vom Kloster Waldsassen aus gegründet worden.
Die erste Erwähnung von Schwarzenbach befindet sich in einer Warenliste des Klosters Waldsassen aus dem Jahr 1185.
1348 wurde das Schönbacher Ländchen mit Schwarzenbach vom Kloster Waldsassen unter dem Abt Franz Kübel an Rüdiger von Sparneck, den Burggrafen von Eger, verkauft. Der Ort gehörte wie die Nachbarorte bis zur Gemeindebildung 1850 zur Herrschaft Schönbach im Nordwesten des Elbogener Kreises.
Schwarzenbach gehörte zunächst zur Pfarrei Stein und von 1794 bis 1896 zur Pfarrei Schönbach sowie ab 1897 zur Pfarrei Frankenhammer. In Frankenhammer war auch das für die Gemeinde Schwarzenbach zuständige Standesamt, das weiterhin für Konstadt und Schönau zuständig war.
Nach dem Münchner Abkommen wurde der Ort 1938 dem Deutschen Reich zugeschlagen und gehörte bis 1945 zum Landkreis Graslitz. Die ehemals selbständige Gemeinde Schwarzenbach hatte 1939 208 Einwohner.
Černá wurde 1955 nach Mlýnská (Konstadt), 1961 nach Kostelní (Kirchberg) und mit diesem schließlich am 1. April 1976 nach Kraslice eingemeindet.

### Einwohnerentwicklung
Quelle: Tschechisches Amt für Statistik
| Jahr | Einwohnerzahl |
| ---- | ------------- |
| 1847 | 225           |
| 1869 | 234           |
| 1880 | 233           |
| 1890 | 219           |
| 1900 | 242           |

| Jahr | Einwohnerzahl |
| ---- | ------------- |
| 1910 | 249           |
| 1921 | 249           |
| 1930 | 234           |
| 1950 | 39            |
| 1961 | 46            |

| Jahr | Einwohnerzahl |
| ---- | ------------- |
| 1970 | 8             |
| 1980 | 3             |
| 1991 | 0             |
| 2001 | 0             |
| 2011 | 10            |